# Maria di Hannover (principessa di Hannover e Cumberland)
Maria di Hannover (nome completo in tedesco Marie Ernestine Joséphine Adolphine Henrietta Theresa Elizabeth Alexandrina; Hannover, 2 dicembre 1849 – Gmunden, 4 giugno 1904) è stata una principessa hannoveriana.

## Biografia
Maria è nata ad Hannover. Lei ebbe il titolo di principessa con il titolo di Altezza Reale nel Regno di Hannover. Nel Regno Unito, aveva il titolo di principessa con il titolo di Sua Altezza come pronipote, in linea maschile, di Re Giorgio III.
Nel 1866 il padre di Maria fu deposto come re di Hannover. Maria e sua madre rimasero ad Hannover per oltre un anno, residente a Schloss Marienburg, fino a quando non andò in esilio in Austria nel mese di luglio 1867. Alla fine la famiglia si stabilì a Gmunden.

## Prospettive di matrimonio
Maria visitò l'Inghilterra con la sua famiglia nel maggio 1876, e di nuovo, dopo la morte del padre, nel giugno del 1878. Sua sorella Federica si trasferì in Inghilterra, dove si sposò, ma Maria fece ritorno a Gmunden dove  rimase sola e visse con sua madre a Schloss Cumberland (dal nome del titolo britannico ducale di suo padre). Un giornale americano suggerì che Maria avesse rifiutato due volte una proposta di matrimonio dal terzo figlio della regina Vittoria, il duca di Connaught.

## Morte
Maria morì a Gmunden, all'età di 54 anni. Il suo funerale fu celebrato il giorno dopo la sua morte; due giorni dopo la nipote, la principessa Alessandra di Hannover e Cumberland, sposò il granduca Federico Francesco IV di Meclemburgo-Schwerin. Maria è sepolta nel mausoleo di famiglia a Schloss Cumberland accanto a sua madre, che gli sopravvisse tre anni.

## Titoli e trattamento
- 2 dicembre 1849 - 4 giugno 1904: Sua Altezza Reale, la principessa Maria di Hannover e Cumberland

## Ascendenza
|                                  |                                |                                                 | Genitori                                               |  |  | Nonni |  |  | Bisnonni                    |  |  | Trisnonni                     |  |
|                                  |                                |                                                 |                                                        |  |  |       |  |  | Giorgio III del Regno Unito |  |  | Federico, principe del Galles |  |
|                                  |                                |                                                 |                                                        |  |  |       |  |  | Giorgio III del Regno Unito |  |  | Federico, principe del Galles |  |
|                                  |                                | Augusta di Sassonia-Gotha-Altenburg             |                                                        |  |  |       |  |  | Giorgio III del Regno Unito |  |  |                               |  |
| Ernesto Augusto I di Hannover    |                                |                                                 |                                                        |  |  |       |  |  | Giorgio III del Regno Unito |  |  |                               |  |
|                                  |                                | Carlotta di Meclemburgo-Strelitz                | Carlo Ludovico Federico di Meclemburgo-Strelitz        |  |  |       |  |  |                             |  |  |                               |  |
|                                  |                                | Carlotta di Meclemburgo-Strelitz                | Carlo Ludovico Federico di Meclemburgo-Strelitz        |  |  |       |  |  |                             |  |  |                               |  |
|                                  |                                | Carlotta di Meclemburgo-Strelitz                | Elisabetta Albertina di Sassonia-Hildburghausen        |  |  |       |  |  |                             |  |  |                               |  |
| Giorgio V di Hannover            |                                | Carlotta di Meclemburgo-Strelitz                |                                                        |  |  |       |  |  |                             |  |  |                               |  |
|                                  |                                | Carlo II di Meclemburgo-Strelitz                | Carlo Ludovico Federico di Meclemburgo-Strelitz        |  |  |       |  |  |                             |  |  |                               |  |
|                                  |                                | Carlo II di Meclemburgo-Strelitz                | Carlo Ludovico Federico di Meclemburgo-Strelitz        |  |  |       |  |  |                             |  |  |                               |  |
|                                  |                                | Carlo II di Meclemburgo-Strelitz                | Elisabetta Albertina di Sassonia-Hildburghausen        |  |  |       |  |  |                             |  |  |                               |  |
| Federica di Meclemburgo-Strelitz |                                | Carlo II di Meclemburgo-Strelitz                |                                                        |  |  |       |  |  |                             |  |  |                               |  |
|                                  |                                | Federica Carolina Luisa d'Assia-Darmstadt       | Giorgio Guglielmo d'Assia-Darmstadt                    |  |  |       |  |  |                             |  |  |                               |  |
|                                  |                                | Federica Carolina Luisa d'Assia-Darmstadt       | Giorgio Guglielmo d'Assia-Darmstadt                    |  |  |       |  |  |                             |  |  |                               |  |
|                                  |                                | Federica Carolina Luisa d'Assia-Darmstadt       | Maria Luisa Albertina di Leiningen-Dagsburg-Falkenburg |  |  |       |  |  |                             |  |  |                               |  |
| Principessa Maria di Hannover    |                                | Federica Carolina Luisa d'Assia-Darmstadt       |                                                        |  |  |       |  |  |                             |  |  |                               |  |
|                                  | Federico di Sassonia-Altenburg | Ernesto Federico III di Sassonia-Hildburghausen |                                                        |  |  |       |  |  |                             |  |  |                               |  |
|                                  | Federico di Sassonia-Altenburg | Ernesto Federico III di Sassonia-Hildburghausen |                                                        |  |  |       |  |  |                             |  |  |                               |  |
|                                  | Federico di Sassonia-Altenburg | Ernestina Augusta di Sassonia-Weimar            |                                                        |  |  |       |  |  |                             |  |  |                               |  |
| Giuseppe di Sassonia-Altenburg   | Federico di Sassonia-Altenburg |                                                 |                                                        |  |  |       |  |  |                             |  |  |                               |  |
|                                  |                                | Carlotta di Meclemburgo-Strelitz                | Carlo II di Meclemburgo-Strelitz                       |  |  |       |  |  |                             |  |  |                               |  |
|                                  |                                | Carlotta di Meclemburgo-Strelitz                | Carlo II di Meclemburgo-Strelitz                       |  |  |       |  |  |                             |  |  |                               |  |
|                                  |                                | Carlotta di Meclemburgo-Strelitz                | Federica Carolina Luisa d'Assia-Darmstadt              |  |  |       |  |  |                             |  |  |                               |  |
| Maria di Sassonia-Altenburg      |                                | Carlotta di Meclemburgo-Strelitz                |                                                        |  |  |       |  |  |                             |  |  |                               |  |
|                                  |                                | Ludovico Federico Alessandro di Württemberg     | Federico II Eugenio di Württemberg                     |  |  |       |  |  |                             |  |  |                               |  |
|                                  |                                | Ludovico Federico Alessandro di Württemberg     | Federico II Eugenio di Württemberg                     |  |  |       |  |  |                             |  |  |                               |  |
|                                  |                                | Ludovico Federico Alessandro di Württemberg     | Federica Dorotea di Brandeburgo-Schwedt                |  |  |       |  |  |                             |  |  |                               |  |
| Amalia di Württemberg            |                                | Ludovico Federico Alessandro di Württemberg     |                                                        |  |  |       |  |  |                             |  |  |                               |  |
|                                  |                                | Enrichetta di Nassau-Weilburg                   | Carlo Cristiano di Nassau-Weilburg                     |  |  |       |  |  |                             |  |  |                               |  |
|                                  |                                | Enrichetta di Nassau-Weilburg                   | Carlo Cristiano di Nassau-Weilburg                     |  |  |       |  |  |                             |  |  |                               |  |
|                                  |                                | Enrichetta di Nassau-Weilburg                   | Carolina d'Orange-Nassau                               |  |  |       |  |  |                             |  |  |                               |  |
|                                  |                                | Enrichetta di Nassau-Weilburg                   |                                                        |  |  |       |  |  |                             |  |  |                               |  |